# Spoorlijn 48
Spoorlijn 48 was een Belgische spoorlijn die Stolberg verbond met Sankt Vith. Vanaf Stolberg was de lijn 91,4 km lang. Samen met spoorlijn 47 vormde spoorlijn 48 de Vennbahn. Het Duitse deel tussen Stolberg en de grens (Walheim) is als spoorlijn 2572 onder beheer van DB Netze.

## Geschiedenis
De lijn werd door de Pruisische staat gebouwd om snel en gemakkelijk steenkool en ijzererts te vervoeren. Ook zou ze de economie van verschillende plattelandsgebieden laten opleven en de inwoners ervan werk verschaffen in de industriële centra, die door de komst van de lijn makkelijker toegankelijk zouden worden. De inwijding vond plaats op 4 november 1889, in de daaropvolgende jaren werd de baan bijna volledig naar twee sporen uitgebreid. Om dit mogelijk te maken moesten verschillende hoogteverschillen (tot 1,7 %) worden weggewerkt en het spoor op sommige plaatsen worden versmald omdat de beschikbare ruimte naar enkelspoornormen was berekend.
In de Eerste Wereldoorlog kreeg de lijn vanwege haar ligging aan het westelijk front een nieuwe functie; vanaf 2 augustus 1914 werden, als onderdeel van het Schlieffenplan, via de lijn soldaten naar de fortengordel rondom Luik gestuurd. Vanaf lijn 48 werden ook verschillende aansluitingen naar andere lijnen gebouwd (lijn 47A en lijn 163) zodat de spoorweg spoedig een strategische Noord-Zuidverbinding langsheen het westelijke front vormde.
Na de oorlog werden in kader van het Verdrag van Versailles de Pruisische kantons Eupen en Malmedy bij België gevoegd. Dit had tot gevolg dat de spoorlijn de nieuwe grens verschillende keren doorkruiste en er dus iedere keer grenscontroles nodig waren. Om dit probleem te verhelpen, werd beslist om de bedding van de spoorlijn, de stations en de technische installaties in hun geheel aan België toe te wijzen. Door deze overdracht werden vier stukken Duits gebied opeens afgesneden van het moederland, het zijn exclaves.

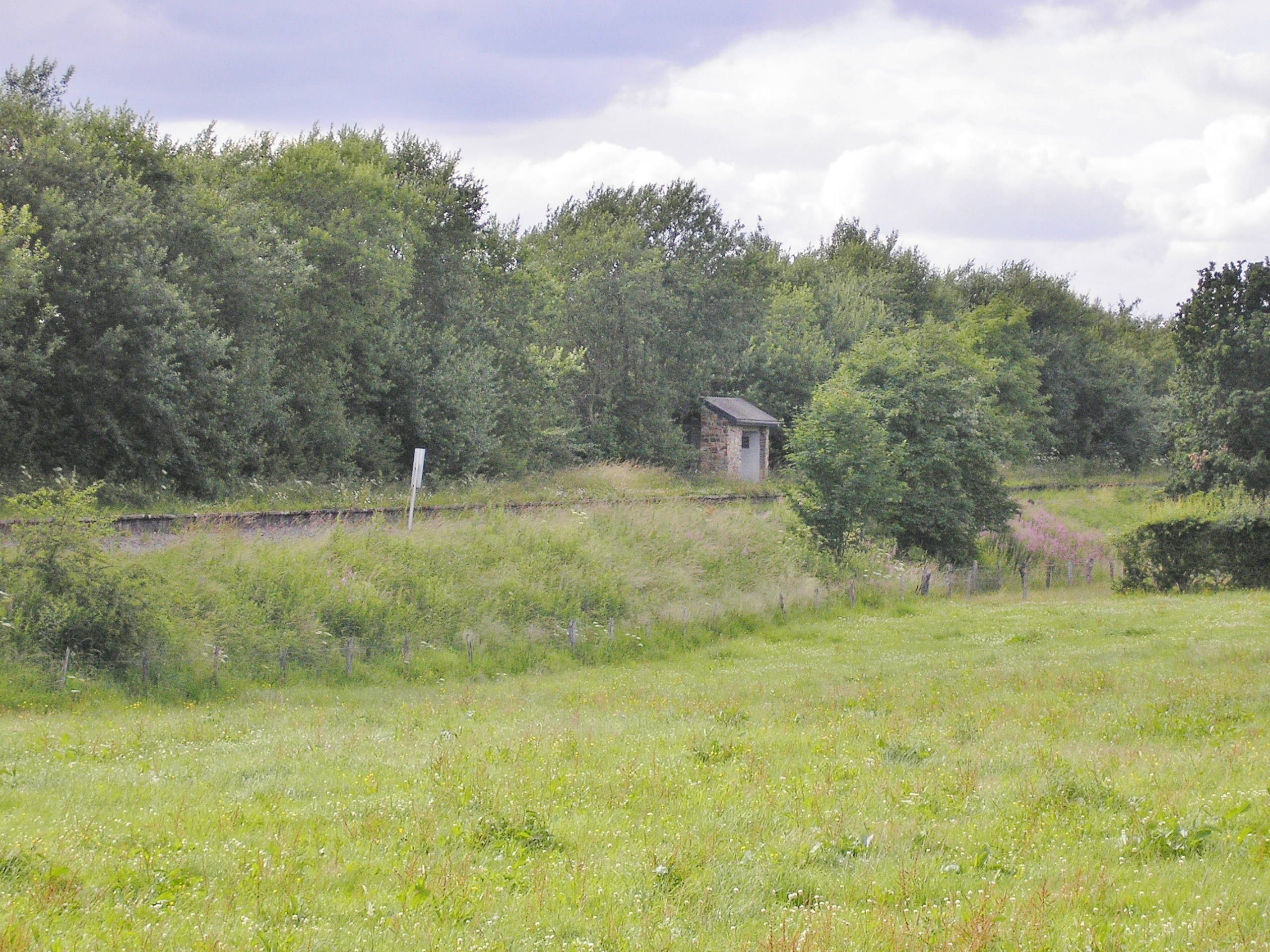
Halte Robertville in 2006

Het belang van het goederenvervoer verminderde sterk na WO I. Lotharingen was een deel van Frankrijk geworden, het handelsverkeer met België was beperkt en Luxemburg, inmiddels uit de douane-unie met Duitsland gestapt, ging zich meer op Frankrijk richten. De nieuwe douanetarieven die deze drie landen aan de Duitse handelsgoederen oplegden, droegen eveneens tot deze achteruitgang bij.
Tijdens de Tweede Wereldoorlog was de lijn een belangrijk doel van het Ardennenoffensief; het merendeel van de bruggen en tunnels werd vernield. Omdat een gedeelte van lijn 47 niet meer hersteld werd, kon lijn 48 niet meer voor haar oorspronkelijke doel gebruikt worden. Beetje bij beetje hield de industrie ermee op de spoorweg aan te wenden. Later zou het Belgisch leger de spoorweg nog gebruiken om zwaar materieel naar het kamp van Elsenborn te transporteren.
De lijn geraakte meer en meer in verval. Na het totaal stopzetten van alle activiteiten werd nadien een poging gedaan de lijn te exploiteren voor toeristische doeleinden. Na twaalf jaar kwam hier ook een einde aan. De Vennbahn dient als fiets-en-wandelpad tussen Aken en Troisvergiers. In Walheim heeft zich een vereniging gevestigd die het spoor tussen Eupen en Stolberg wil reactiveren voor een museumbedrijf.

Het traject Stolberg Altstadt - Breinig zal per juli 2021 weer in de dienstregeling worden opgenomen.

## De toeristische Vennbahn
Er werd meteen na het buiten dienst stellen van de lijn in 1989 een vereniging opgericht met de naam Vennbahn V.o.E. Die vereniging organiseerde in de weekenden ritten op het traject Eupen - Butgenbach/Trois-Ponts met een stoomloc BR 50 en diesels, zoals de NMBS 5922, de NMBS 5930 en de CFL 1603. Ook was er een vereniging die zich bezighield met het behoud van de lijn Stolberg - Monschau. Men kon met die vereniging (de Vennbahn e.v.) de Duitse kant van Vennbahn ontdekken met een ÖBB Schienenbus (railbus). De Vennbahn e.v. bleef rijden tot 1998 en de Vennbahn V.o.E tot 2001. Daarna ging het materieel richting andere musea. Tussen Stolberg, Walheim, Raeren en Eupen zullen in de toekomst museumtreinen gaan rijden van de Eisenbahnfreunde Grenzland (EFG). De EFG doet er dan tegenwoordig ook alles aan om deze lijn te reactiveren met diesellocs van Henschel. De vereniging zit op dit moment gevestigd op station Walheim, en geeft daar twee keer per jaar een stationsfeest.

## Treindiensten
De Deutsche Bahn verzorgt het personenvervoer op dit traject met RB-treinen.
| Serie | Treinsoort                  | Route | Bijzonderheden |
| ----- | --------------------------- | --- | -------------- |
| RB 20 | Regionalbahn (DB Regio NRW) | Stolberg (Rheinl) Hbf – Eschweiler-St. Jöris – Alsdorf-Annapark – Herzogenrath – Aachen Hbf – Stolberg (Rheinl) Hbf – [ Stolberg Altstadt ] / [ Langerwehe – Düren ] |                |

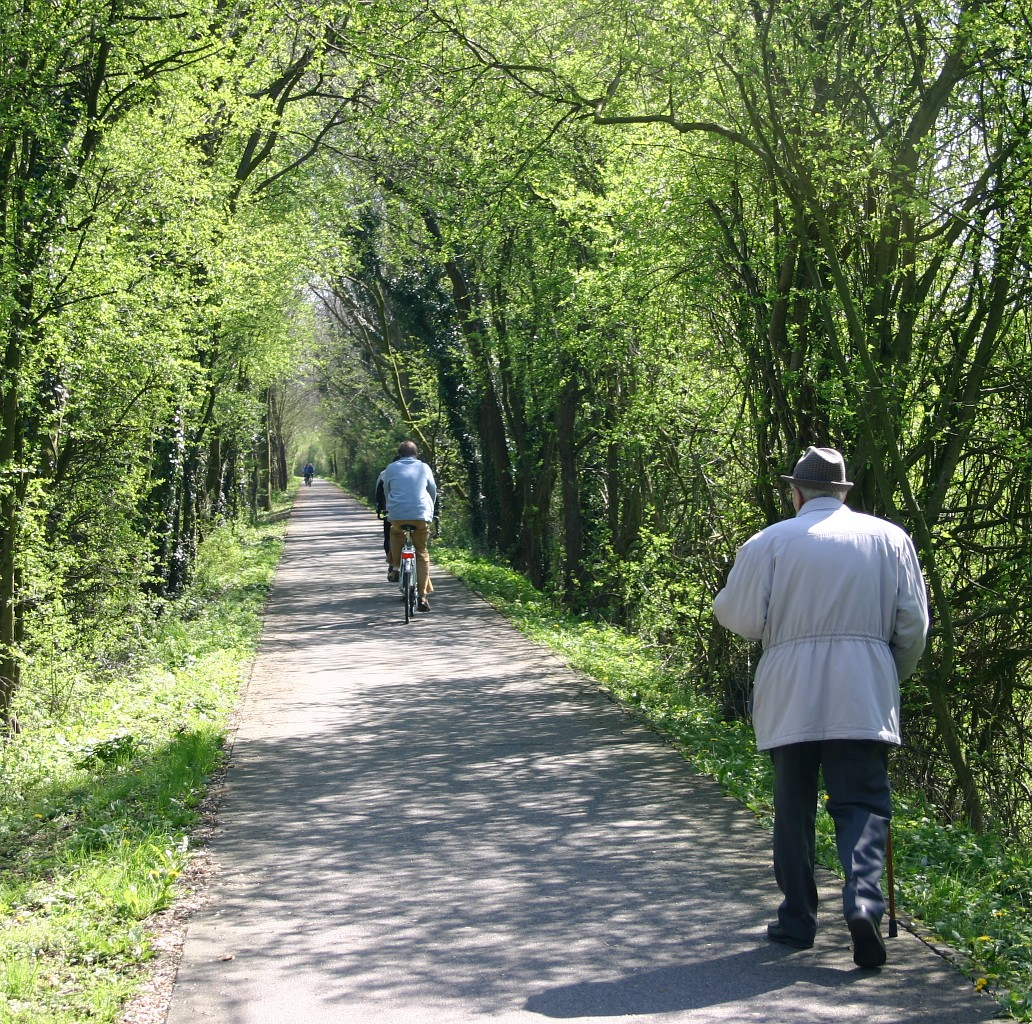
De Vennbahnradweg

Op de sectie tussen Raeren en Kalterherberg hebben de ongebruikte sporen sinds 2005 plaatsgemaakt voor de zogenaamde Vennbahnradweg, een fietspad dat het tracé van de oorspronkelijke sporen volgt.
Tussen de stations van Kalterherberg en Sourbrodt werden in 2004 door een Belgische ondernemer spoorfietsen ingelegd. Dat zijn een soort draisines die voortbewegen zoals een fiets. Het baanvak Sourbrodt - Waimes is begin 2008 opgebroken. Op de bedding werd een RAVeL-fietspad aangelegd.

## Aansluitingen
In de volgende plaatsen is of was er een aansluiting op de volgende spoorlijnen:
Stolberg (Rheinl) Hauptbahnhof
DB 2570, spoorlijn tussen Stolberg en Herzogenrath
DB 2571, spoorlijn tussen Hochneukirch en Stolberg
DB 2573, spoorlijn tussen Stolberg Sof en Stolberg Sif
DB 2600, spoorlijn tussen Keulen en Aken
Aansluiting Ss
DB 2574, spoorlijn tussen Stolberg en Münsterbusch
Hahn
DB 2563, spoorlijn tussen Aachen-Rothe Erde en Hahn
Raeren
Spoorlijn 49 tussen Welkenraedt en Raeren
Weywertz
Spoorlijn 45A tussen Jünkerath en Weywertz
Waimes
Spoorlijn 45 tussen Waimes en Trois-Ponts
Born
Spoorlijn 47A tussen Vielsalm en Born
Sankt Vith
Spoorlijn 47 tussen Sankt Vith en Troisvierges
Spoorlijn 163 tussen Libramont en Sankt Vith